# Старо село (община Брод)
Вижте пояснителната страница за други значения на Старо село.
Старо село (на македонска литературна норма: Старо Село) е село в Северна Македония, в община Брод (Македонски Брод). Намира се в областта Поречие в западното подножие на планината Даутица.